# Trichagrotis spinosa
Trichagrotis spinosa är en fjärilsart som beskrevs av Barnes och Mcdunnough 1912. Trichagrotis spinosa ingår i släktet Trichagrotis och familjen nattflyn. Inga underarter finns listade i Catalogue of Life.